# Czarna Hora
Czarna Hora (słow. Čierna hora) – wzniesienie we wschodnim zakończeniu Grupy Prosiecznego w słowackich Górach Choczańskich. Od Prosiecznego (Prosečné) oddzielone jest przełączką Ostruhy (też: Ostruky, 1085 m n.p.m.). Wraz z Hradkową (Hrádková 1206 m) tworzą one zachodnie zbocza Doliny Kwaczańskiej. Natomiast północne i północno-zachodnie stoki Czarnej Hory tworzą obramowanie Doliny Borowianki. Najbardziej na północny wschód wysunięte stoki Czarnej Hory opadają do polany Obłazy z zabytkowymi i czynnymi młynami wodnymi. 
Czarna Hora jest całkowicie zalesiona, ale dolną część jej zboczy potoki Kwaczanka i Borovianka stromo podcięły tworząc skalne wychodnie, skałki i turnie. Duża turnia znajduje się też w jej grzbiecie. Znaczna część stoków Czarnej Hory została włączona w obszar rezerwatu przyrody Kvačianska dolina.

## Szlaki turystyczne
– zielony: rozdroże w Dolinie Borowianki – Czarna Hora – Prosieczne – Svorad. Czas przejścia 3h, ↓ 2.50 h